# San Medel
San Medel est une localité du municipio (canton ou municipalité) de Cardeñajimeno dans la comarca (arrondissement ou pays ou comté) de Alfoz de Burgos, dans la communauté autonome de Castille-et-León, province de Burgos, située dans le Nord de l’Espagne.
La population de la localité était de 218 habitants en 2008.
Le Camino francés du Pèlerinage de Saint-Jacques-de-Compostelle, dans une variante sud de San Juan de Ortega à Burgos par Castrillo del Val, passe par cette localité.

## Géographie
San Medel est à 7 km à l'est de Burgos.

## Culture et patrimoine

### Pèlerinage de Compostelle
Sur le Camino francés du Pèlerinage de Saint-Jacques-de-Compostelle, on vient de Castrillo del Val sur la variante sud de San Juan de Ortega à Burgos par Castrillo del Val.
La prochaine halte est Castañares à l'ouest, sur la même variante qui y rejoint une autre variante par l'est.

## Sources et références
- (es) Cet article est partiellement ou en totalité issu de l’article de Wikipédia en espagnol intitulé « San Medel » (voir la liste des auteurs).
- Grégoire, J.-Y. & Laborde-Balen, L. , « Le Chemin de Saint-Jacques en Espagne - De Saint-Jean-Pied-de-Port à Compostelle - Guide pratique du pèlerin », Rando Éditions, mars 2006,  (ISBN 978-2-84182-224-9)
- « Camino de Santiago St-Jean-Pied-de-Port - Santiago de Compostela », Michelin et Cie, Manufacture Française des Pneumatiques Michelin, Paris, 2009,  (ISBN 978-2-06-714805-5)
- « Le Chemin de Saint-Jacques Carte Routière », Junta de Castilla y León, Editorial Everest